# Josef Holcman
Josef Holcman (24. listopadu 1901 Skoronice – 3. července 1979 Skoronice) byl český a československý politik Československé strany lidové, za kterou byl po roce 1945 poslancem Prozatímního Národního shromáždění.

## Biografie
Narodil se na rodném statku ve Skoronicích u Kyjova. Po celý život byl rolníkem a vinařem. Roku 1924 se oženil a převzal rodný statek. Od roku 1931 působil v místní politice. Roku 1938 se stal starostou a v roce 1945 předsedou MNV ve Skoronicích. Téhož roku se stal členem ONV v Kyjově a působil v zemědělském odboru.
V letech 1945–1946 byl poslancem Prozatímního Národního shromáždění, kam byl zvolen jako člen Československé lidové strany. V parlamentu setrval do parlamentních voleb v roce 1946.
Ve volbách v roce 1946 již kvůli péči o hospodářství nekandidoval. V roce 1948 odmítl vstoupit do KSČ a v roce 1949 byl vzat do vazby v Brně-Cejlu, kde byl krutě mučen. K protistátní činnosti se však i přes nelidské mučení nepřiznal a po roce byl propuštěn. Poté vystoupil z ČSL na protest proti plojharovskému vedení. V roce 1979 zemřel na rakovinu žaludku a jeho pohřbu ve Skoronicích se zúčastnily stovky lidí. Promluvil na něm i jeho bývalý spoluvězeň a spoluposlanec František Štambachr.